# Begonia glandulosa
Begonia glandulosa es una especie de planta perenne perteneciente a la familia Begoniaceae. Es originaria de México, donde se encuentra en San Luis de Potosí y en Hidalgo.

## Taxonomía
Begonia glandulosa fue descrita por A.DC. ex Hook. y publicada en Botanical Magazine 87: t. 5256. 1861.
Etimología
Begonia: nombre genérico, acuñado por Charles Plumier, un referente francés en botánica, honra a Michel Bégon, un gobernador de la excolonia francesa de Haití, y fue adoptado por Linneo.
glandulosa: epíteto latino que significa "con glándulas".
Sinonimia
- Begonia hidalgensis L.B.Sm. & B.G.Schub.
- Begonia nigrovenia Regel[2]